# 民主香腸
民主香腸泛指在各種政治集會場合出現的香腸攤，而非特定食物；但現在也擴大稱呼其他隨政治場合出現的小吃、政治周邊商品攤商。

## 台灣

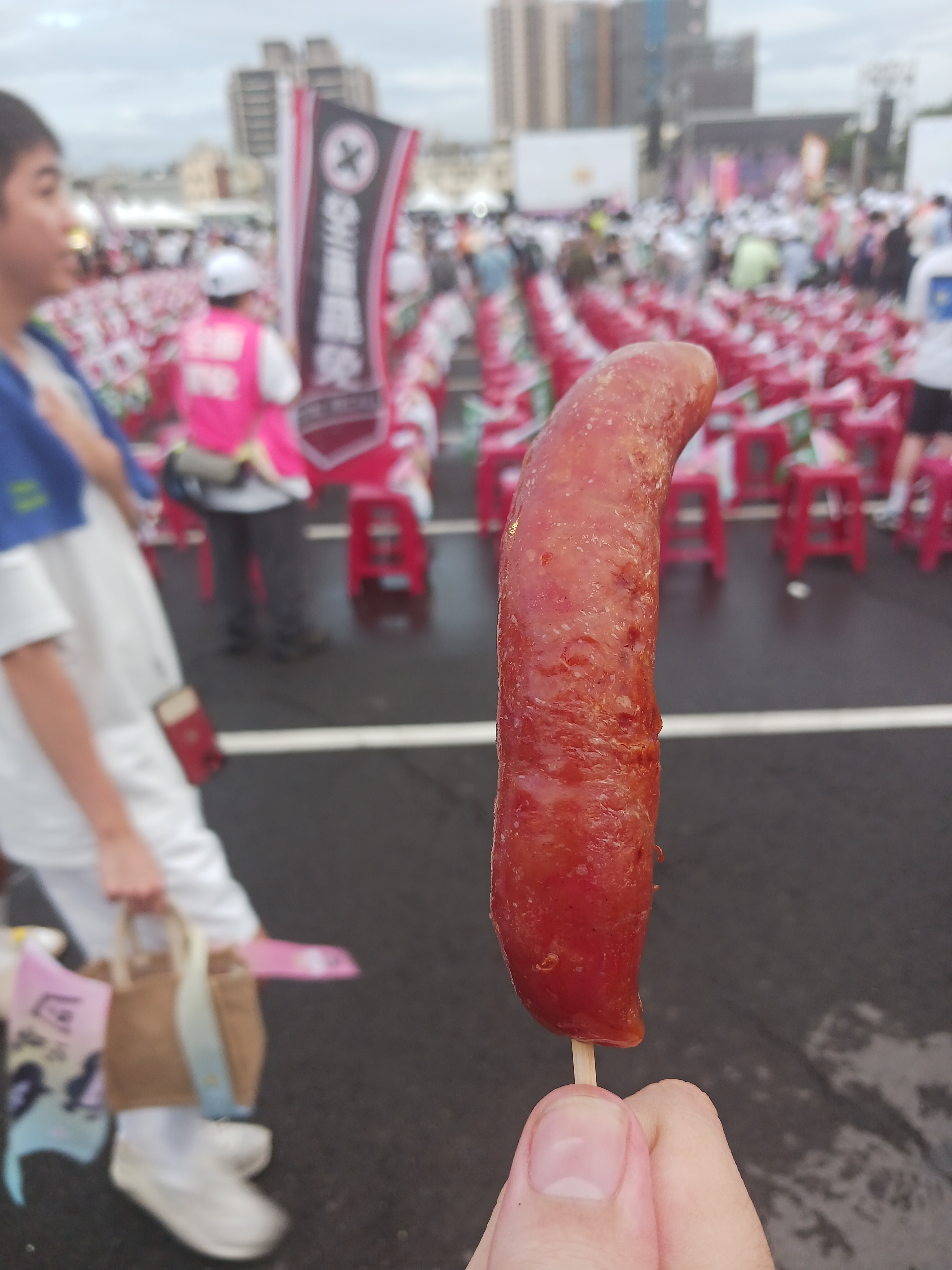
在大罷免集會遊行攤位買到的烤香腸

民主香腸最早出現在黨外運動的場合。一些基本上支持黨外運動的本土籍香腸攤攤商，會四處隨著黨外運動或後來的民主進步黨演講會、選舉造勢等場合移動，主要販售的商品除了烤香腸、米腸、大腸包小腸外，也包含各種飲料。許多抗議者、記者一起吃香腸的景象，是早年台灣民主運動的一種特殊風貌。而隨著台灣選舉的逐漸「商品化」，也有部份攤商開始賣起政治周邊商品，例如政治人物玩偶、手套、圍巾、旗幟等等。
臺灣歌手羅大佑在其所作的歌曲《大家免著驚》（詞：李坤城、羅大佑／曲：羅大佑）中提到：「黑輪、香腸、豆花踏入大廟埕，就像八仙過海來各展名聲。」對權力空間的轉化與公眾近用現象有相當篇幅的描述。

## 澳洲
在澳洲，因他們有強制投票，香腸攤攤商在票站外設置香腸攤，讓在排隊的選民買吃。形式通常為麵包夾烤香腸配烤肉醬或番茄醬，有時也配洋蔥。食用民主香腸為澳洲選舉的傳統之一，2016年大選甚至讓民主香腸的英文Democracy Sausage成為年度澳洲最具代表的詞彙。

## 延伸閱讀
- . 國家文化記憶庫 2.0 (中華民國文化部).   [2025-07-26]. （原始内容存档于2022-10-05） （中文（繁體））.
- 楊索. . www.verymulan.com. 2014-04-21  [2025-07-26]. （原始内容存档于2025-04-25）.